# Medellín, Mexiko
Medellín är en ort i Mexiko.   Den ligger i kommunen Santiago Tuxtla och delstaten Veracruz, i den sydöstra delen av landet, 400 km öster om huvudstaden Mexico City. Medellín ligger 61 meter över havet och antalet invånare är 584.
Terrängen runt Medellín är platt åt sydväst, men åt nordost är den kuperad. Runt Medellín är det ganska tätbefolkat, med 80 invånare per kvadratkilometer. Närmaste större samhälle är San Andres Tuxtla, 16,5 km öster om Medellín. Omgivningarna runt Medellín är en mosaik av jordbruksmark och naturlig växtlighet.